# Theridion zebra
Theridion zebra là một loài nhện trong họ Theridiidae.
Loài này thuộc chi Theridion. Theridion zebra được Lodovico di Caporiacco miêu tả năm 1949.